# Progonia matilei
Progonia matilei is een vlinder uit de familie spinneruilen (Erebidae). De wetenschappelijke naam is voor het eerst geldig gepubliceerd in 2001 door Orhant.
De soort komt voor in tropisch Afrika.